# Rothneyia annulicornis
Rothneyia annulicornis là một loài tò vò trong họ Ichneumonidae.